# Катарина Косача
Катарина Косача (на босненски: Катарина Косача) е босненска кралица и съпруга на крал Стефан Томаш, предпоследния босненски управник. Тя е родена във фамилията Косача, верни поддръжници на босненската църква. Бракът ѝ през 1446 г. е уреден, за да донесе мир между краля и нейния баща Стефан Косача. Управлението на Катарина, която по това време приема католицизма, е маркирано от енергично изграждане на църкви в цялата страна.
След смъртта на съпруга ѝ Стефан Томаш през 1461 г. ролята на Катарина се ограничава до вдовица на краля в двора на доведения ѝ син. Две години по-късно силите на Османската империя водени от Мехмед II Завоевателя нападат Босна и слагат край на независимото кралство. Доведеният син на Катарина и последен босненски крал Стефан Томашевич е екзекутиран, а Сигизмунд и Катарина, синът ѝ и дъщеря ѝ, са пленени и отведени в Константинопол, където приемат исляма. Кралица Катарина намира убежище в Дубровник, а след това се установява в Рим, където получава месечна издръжка от папата. От Рим тя се опитва да се събере с децата си. Опитите ѝ да преговаря и да предложи откуп са неуспешни. Тя умира като францисканска монахиня в Рим, направила децата си наследници на трона, ако те се завърнат към християнството.
Кралица Катарина остава една от най-важните фигури в народната традиция и история на Босна и Херцеговина. Въпреки че няма свидетелство да е канонизирана, тя е почитана от католиците в Босна и Херцеговина и все повече се разглежда като важен държавен символ.

## Юношество
Катарина е дъщеря на Стефан Косача, една от най-силните фигури сред босненските аристократи, владетел на Захумлие и Травуния. Неговото владение по-късно става известно като Херцеговина от немската титла херцог, която той приема във връзка с Херцогство на Свети Сава. Майката на Катарина Йелена е дъщеря на владетеля на Зета Балша III и първата от трите жени на Стефан Косача. Катарина е първото дете на двойката, но точната дата на раждането ѝ не е известна; и 1424, и края на август 1425 година се предлагат като вероятни от нейните биографи. Може да се предположи, че мястото на раждането ѝ е крепостта Сокол, старо седалище на фамилията Косача или феодалния град Благай, любимата резиденция на Стефан.
Малко е известно за живота на Катарина преди женитбата ѝ. Най-ранният източник, който я споменава, е завещанието на прабаба ѝ по бащина линия Елена Лазаревич, което е с дата 25 ноември 1442 г. Според завещанието Катарина получава златните ѝ обици и гривна с формата на змия. Стефан е член и голям поддръжник на Босненската църква, а майка ѝ е православна християнка. Катарина израства според традициите на изповеданието на баща си.
Катарина се появява на сцената след възкачването на Стефан Томаш на босненския трон през 1443 г. Томаш, макар и незаконороден син, е обявен за наследник на босненския крал Твъртко II и като част от босненската църква се жени според нейните ритуали. Две години след възкачването му на престола крал Томаш изоставя босненската „ерес“ и става католик. Католическата църква не признава брака му с първата му съпруга Вояча и папа Евгений IV му дава разрешение да се раздели с нея в началото на 1445 г. Гражданската война между Стефан Томаш и бащата на Катерина, която вилнее още от възцаряването на Стефан, скоро приключва. Мирът между двамата е скрепен с брака с Катарина, което е голяма чест за баща ѝ. Идеята за този брак може да се е появила още в началото на 1445 г., когато Томаш поисква анулиране на брака си с Вояча.

## Сватба
Сватбената церемония се извършва според католическия ритуал  между 19 май, когато Катарина пристига в Милодраж заедно с баща си, и 22 май 1446 г. Сватбата е посетена от делегация от Дубровнишката република, но не успява да сложи край на вътрешните борби, тъй като благородници като Иваниш Павлович (владетеля на Източна Босна) и Петър Войсалич (владетел на Долни край) се държат грубо. Коронацията, планирана да се проведе в Миле, близо до Високо, веднага след сватбата е отложена. Новата кралица приема католицизма, вероятно преди своята сватба, и ѝ е позволено от папа Евгений да избере за себе си двама свещеници от босненските францисканци. Бащата на кралицата също приема католицизма, но след това се отказва от него и остава поддръжник на босненската църква до смъртта си.
Катарина се оказва ревностна във вярата си. Тя финансира от зестрата си изграждането на църкви в Босна, като започва с тази в Купрес през 1447 г., последвана от църквите в Крупа на Върбасу и Езеро, а църквата в Яйце е построена през 1458 г. През декември 1458 г. тя пише до папа Пий II, за да поиска църквата в Яйце, построена заедно с францискански манастир и викариат, да бъде наречена на съименничката ѝ Екатерина Александрийска. Пий се съгласява и издава була на 13 декември, с която дава опрощение на всеки, който посети църквата на кралица Катарина на Коледа или Великден или на определени празници. Друга църква е построена от Катарина в Яйце и посветена на Св. Екатерина е просто кралски параклис. Други църкви построени във Върбаня, Врандук, Тешани и Врила се приписват на Катарина и нейния съпруг.
Кралската двойка има поне две деца. През 1449 г. кралят уведомява Дубровник, че се е родил синът му Сигизмунд Томашевич. Ражда им се и дъщеря Катарина през 1453 г. Кралица Катарина може също да е майка и на трето дете, което да е погребано в Млет. Хронистът от 16 век Мавро Орбини съобщава, че Томаш е имал син и от първата си съпруга Вояча на име Стефан Томашевич и именно той го наследява след смъртта му. Ако Катарина се надява, че бракът на нейния доведен син с Елена Бранкович (по-късно приела името Мария), който води до последващо възкачване на сръбския трон ще позволи на сина ѝ да се възкачи на босненския престол, то тези надежди бързо се изпаряват: само в рамките на три месеца Стефан Томашевич губи Сръбското деспотство и се завръща в босненския кралски двор със съпругата си.

## Овдовяване
Крал Томаш умира през лятото на 1461 г., оставяйки 37-годишната Катерина вдовица с две деца. Нейният доведен син Стефан Томашевич се възкачва на трона, както се очаква. Отношенията на Катарина с него са лоши още докато е жив съпругът ѝ и това сега заплашва да отслаби кралството пред враговете и най-вече спрямо бързо разширяващата се Османска империя. Затова Стефан Томашевич решава да изглади различията си с Катарина и да гарантира титлата ѝ и привилегиите ѝ като вдовица на краля. Убедил се в доброто отношение на Стефан Томашевич към дъщеря си, бащата на Катарина спира да оспорва правото на възкачване на трона на Томашевич и да иска короната за своя внук. Вероятно е решил, че е в негов интерес на трона да седи възрастен монарх, а не дете, поради външните опасности. На 1 декември великият херцог пише на венецианците, че новият крал я е „приел като майка“, а истинската му майка Вояча вече е мъртва по това време. Въпреки че често се смята, че Катарина се оттегля в замъка в Козоград като вдовица, няма сведения за обратното, че тя не е останала в кралския двор в Яйце като майка на най-близките наследници на Стефан Томашевич.
През 1462 г. ситуацията на Катарина се влошава. Брат ѝ Владислав Херцегович се разбунтува против баща им и търси подкрепата на турците. Великият херцог и краля започват приготовления за защита, но кралят прави фатална грешка като провокира по-силния враг все повече и повече и след това да разчита на помощта на Християнския свят. През пролетта на 1463 г. султан Мехмед II и неговата армия тръгват към Босна. Катарина, която се приема, че е на юг, за да посети своето семейство, незабавно се връща обратно.
До май месец крепостите започват да падат в ръцете на османците. Кралското семейство решава да напусне Яйце в посока на Хърватия и към крайбрежието в няколко посоки, за да обърка нападателите. Катарина е обсадена в Козоград, докато децата ѝ са пленени при Звечай и отведени в столицата на Мехмед Константинопол. Нейният доведен син е излъган да се предаде в Ключ, откъдето той заповядва на всички управители да предадат крепостите си, но Козоград отказва да изпълни заповедта. Защитниците на Козоград успяват да задържат турците, докато Катарина избяга. Владислав е информиран от Дубровнишката република на 23 май, че те ще изпратят кораби за сестра му, ако тя успее да достигне крайбрежието. Два дни по-късно нейният доведен син е екзекутиран по заповед на Мехмед. Кралицата пътува до Конич и оттам вероятно през Дриева преди да достигне до корабите, които са пуснали котва при Стон. Оттам тя отплава за Лопуд, остров, който е част от Дубровник. Двете кралици Катарина и Мария са единствените членове на кралското семейство, които успяват да избягат от турците.

### Убежище в Дубровник
Катарина пристига в Лопуд през втората половина на юни 1463 г. Дубровнишките власти, загрижени за това, че приютяването на кралицата може да провокира турците да атакуват собствената им държава отказват да я допуснат в самия град до 23 юли, когато баща ѝ и брат ѝ контраатакуват турците и успяват да ги отблъснат от границите на Дубровник. На нейната снаха кралица Мария също ѝ е отказан достъп до Дубровник до юли. В Дубровник кралица Катарина се опитва да поиска данъка, който Дубровник плаща ежегодно на босненските владетели, но властите го отказват на 20 юли. Нещо повече, те решават, че годишната рента, която се дължи за използването на къщите и земята, които принадлежат на босненското кралство семейство, трябва да бъде прибирана в собствената им хазна, докато не се установи наследника на трона. На 26 октомври Катарина поверява сребърния меч на Томашевич с идеята, че трябва да бъде предаден на сина ѝ Сигизмунд „ако той някога бъде освободен“ или на лицето, което тя назове като наследник. Скоро след това тя напуска Дубровник в посока на Слано. Една от причината Дубровнишката република да се съгласи с желанието на Катарина е това, че унгарският крал Матяш Корвин, сюзерен на Дубровник, завладява някои от териториите на Босна и ще се опита да постави своя марионетка на престола на Босна.
Косачите освобождават почти всички свои земи през есента на 1463 г. и дори успяват да окупират някои от бившите кралски земи. Катарина вероятно се насочва към семейната собственост, която отново е под османски атаки през лятото на 1465 г. Катарина и Владислав се оттеглят към полуостров Пелешац, докато Дубровник не им дава убежище на един от техните острови. Катарина напуска Дубровник завинаги през септември 1465 г., но последващото ѝ местонахождение може само да се предполага. Тя вероятно живее в Захумлие или в района на Шибеник. Нейният баща умира през 1466 г.

### Месечна издръжка от Рим
През 1467 г. Катарина отплава за Италия, може би по идея на веронския хуманист Леонардо Монтагна, който ѝ посвещава две поеми. Тя взема свой собствен кораб и спуска котва в Анкона. До 29 октомври 1467 г. кралицата е в Рим и вече получава много солидна финансова издръжка от папската държава. При пристигането си тя наема къща за себе си и свитата си, състояща се от босненски аристократи, които я следват. На 1 октомври 1469 г. тя се премества в района Пигна в Рим в къща в близост до базиликата Сан Марко. Папа Сикст IV ѝ дава значителна собственост в непосредствена близост до река Тибър.
Кралицата е известна личност в обществото в Рим. Нейното присъствие на сватбата по довереност на великия княз Иван III и византийската принцеса София Палеологина през 1472 г. е широко отразено, както и нейното поклонение в Акуила по случай пренасянето на мощите на Св. Бернардо Сиенски в нова църква (строежа на която е финансиран и от крал Томашевич). Това, че тя живее комфортен живот може да се предположи от впечатлението, което оставя върху римските хронисти, които пишат за антуража ѝ от 40 рицаря, които я придружават на нейното поклонение в базиликата Свети Петър по време на честванията на новата 1475 г.
Въпреки почитта и финансовата сигурност на която тя се радва, Катарина е заета с опити да намери децата си. В опит да намери начин да води преговори с Високата порта, както и да си осигури финансови ресурси, за да ги освободи, на 23 юли 1470 г. тя се обръща към Лудовико III Гонзага, маркграф на Мантуа. На 11 февруари 1474 г. изпраща писмо до херцога на Милано Галеацо Мария Сфорца с молба да ѝ помогне да достигне до границата на Османската империя и да влезе в преговори. През лятото на 1474 г. кралицата е в Херцег Нови, град, който е владение на семейството ѝ. Тя е придружавана от съпругата на брат си Владко Херцегович Маргарита Марцано и може би търси помощта на Владко, за да установи контакт с по-малкия си полубрат Ахмед паша Херсекли, който е приел исляма и е станал османски управник. Не е ясно дали успява в това свое начинание, но във всеки случай не успява да се събере с децата си. И двете ѝ деца следват стъпките на чичовците си и приемат исляма, а в случая на Сигизмунд (който приема името Исхак-бей Кралоглу) достигат ѝ до висок пост в Османската империя.

## Смърт и погребение
Разочарована от провала, Катарина се завръща в Рим и влиза в Светския францискански орден, повлияна от монах в базиликата Санта Мария ин Арачели. Малко преди смъртта си през 1478 г. Катарина е посетена от Никола Илокски, марионетен крал на контролираните от Унгария части от Босна. Той ѝ предлага тя да го признае за легитимен крал и се опитва да спечели нейното благоразположение за няколко дни. Никола записва, че болната кралица „толкова се ядосала, че изглеждала като остър меч“.
На 20 октомври 1478 г. Катарина прави последното си завещание, записано от свещеник от Далмация в присъствието на седем свидетели, шест от които са францисканци от Санта Мария ин Арачели. Тя изразява желанието си да бъде погребана пред главния олтар на базиликата. Като взема предвид, че има право да се разпорежда с босненската корона, Катарина обявява папа Сикст IV и неговите приемници за пазачи на кралството и ги задължава да поставят сина ѝ на трона, ако той се върне обратно към християнството, това важи и за дъщеря ѝ. Повечето от личните ѝ притежания са наследени от нейните придворни. Параклисът ѝ е оставен на църквата Св. Йероним Блажени за славянския народ (сега Св. Йероним Хърватски), докато мощите ѝ са предадени на църквата Св. Мария в Яйце. Тя постановява, че ако синът ѝ никога не се върне към християнската вяра, сребърният меч на крал Томашевич да бъде оставен в Дубровник и да бъде предаден на племенника ѝ, син на Владислав, Балша Херцегович. Кралицата умира пет дни след съставянето на завещанието, което веднага е отнесено на папата заедно с меча и шпорите на мъжа ѝ.
Катарина е погребана съгласно желанието ѝ, но нейната гробница е преместена от пода на стената на базиликата Санта Мария ин Арачели по време на работата върху интериора на църквата през 1590 г. Оригиналната епитафия е унищожена тогава, но калиграфът Джовани Батиста Палатино записва съдържанието ѝ през 1545 г. и го публикува две години след това. Епитафията е уникален двуезичен и диграфичен паметник на културата, написан на латински език и с латинска азбука и на бошняшки език и с босанчица. Възстановена е само латинската епитафия и тя може да се види и днес на гробницата ѝ.

## Наследство
Заедно с живелия през 12 век бан Кулин, кралица Катарина е другият персонаж, който влиза в босненската народна традиция. Като такава тя е приемана традиционно за „последната кралица на Босна“ – погрешно, тъй като жената на доведения ѝ син я заменя като кралица и я надживява. Култът към кралица Катарина, която е спомената за първи път като беатифицирана в публикуваното през 1638 г. произведение Martyrologium franciscanum, произхожда от францисканската провинция в Босна по време на османското владичество на страната. След като турците завладяват Босна, мнозинството от бошняците приемат православното християнство или исляма, а францисканците започват да предлагат Катарина като символ на Босна и нейната предосманска католическа идентичност. Това е особено вярно за Централна Босна, където народната традиция относно Катарина е най-жива.
Животът на кралица Катарина е една от най-популярните теми в историята на Босна и Херцеговина и привлича вниманието на изследователи от съседни страни като Хърватия и Сърбия. С появата на етническия национализъм историците се опитват да ѝ припишат конкретна национална идентичност – хърватска, сръбска или бошняшка, което е напълно анахронично спрямо Средновековието.
Поради връзката ѝ с двата исторически региона и нейната лична и близка връзка с католицизма, православното християнство, босненското християнство и исляма, Катарина е приемана все повече за важен държавен символ в Босна и Херцеговина. Празнуването на годишнините от смъртта ѝ привлича все повече внимание всяка изминала година и сега се отбелязва с меса за родината. Училища, обществени центрове, институции и различни асоциации са наречени на нейно име. Официална делегация на президентството на Босна и Херцеговина през 2014 г. за първи път положи венец на гроба ѝ. Катарина се превръща в трансетнически символ, макар главно между католиците, хърватите и мюсюлманите в Босна. И двете групи (на хърватите и босненците-мюсюлмани и католици) твърдят, че тя е само тяхна, както правят и по отношение на останалата средновековна история на Босна. Политическите и религиозни лидери на третата група, православните християни и сърбите също приемат средновековната история на Босна за тяхна, но не са показали все още голям интерес спрямо самата Катарина.

## Родословно дърво
|  |  | Вук Косача    | Вук Косача    | Вук Косача    | Вук Косача    | Вук Косача    | Вук Косача    |  |  | Карло Топия          | Карло Топия          | Карло Топия          | Карло Топия          | Карло Топия          | Карло Топия          |                     |                     | Страцимир Балшич               | Страцимир Балшич               | Страцимир Балшич               | Страцимир Балшич               | Страцимир Балшич               | Страцимир Балшич               |                    |                    |                    |                    |                    |                    | Лазар Хребелянович            | Лазар Хребелянович            | Лазар Хребелянович            | Лазар Хребелянович            | Лазар Хребелянович            | Лазар Хребелянович            |                  |                  | Милица Хребелянович | Милица Хребелянович | Милица Хребелянович | Милица Хребелянович | Милица Хребелянович | Милица Хребелянович |                  |                  |  |  |  |  |  |  |
|  |  | Вук Косача    | Вук Косача    | Вук Косача    | Вук Косача    | Вук Косача    | Вук Косача    |  |  | Карло Топия          | Карло Топия          | Карло Топия          | Карло Топия          | Карло Топия          | Карло Топия          |                     |                     | Страцимир Балшич               | Страцимир Балшич               | Страцимир Балшич               | Страцимир Балшич               | Страцимир Балшич               | Страцимир Балшич               |                    |                    |                    |                    |                    |                    | Лазар Хребелянович            | Лазар Хребелянович            | Лазар Хребелянович            | Лазар Хребелянович            | Лазар Хребелянович            | Лазар Хребелянович            |                  |                  | Милица Хребелянович | Милица Хребелянович | Милица Хребелянович | Милица Хребелянович | Милица Хребелянович | Милица Хребелянович |                  |                  |  |  |  |  |  |  |
|  |  |               |               |               |               |               |               |  |  |                      |                      |                      |                      |                      |                      |                     |                     |                                |                                |                                |                                |                                |                                |                    |                    |                    |                    |                    |                    |                               |                               |                               |                               |                               |                               |                  |                  |                     |                     |                     |                     |                     |                     |                  |                  |  |  |  |  |  |  |
|  |  |               |               |               |               |               |               |  |  |                      |                      |                      |                      |                      |                      |                     |                     |                                |                                |                                |                                |                                |                                |                    |                    |                    |                    |                    |                    |                               |                               |                               |                               |                               |                               |                  |                  |                     |                     |                     |                     |                     |                     |                  |                  |  |  |  |  |  |  |
|  |  | Храна Вукович | Храна Вукович | Храна Вукович | Храна Вукович | Храна Вукович | Храна Вукович |  |  | Никита Топия         | Никита Топия         | Никита Топия         | Никита Топия         | Никита Топия         | Никита Топия         |                     |                     | Георги II Страцимирович Балшич | Георги II Страцимирович Балшич | Георги II Страцимирович Балшич | Георги II Страцимирович Балшич | Георги II Страцимирович Балшич | Георги II Страцимирович Балшич |                    |                    |                    |                    |                    |                    | Елена Лазаревич Балшич Хранич | Елена Лазаревич Балшич Хранич | Елена Лазаревич Балшич Хранич | Елена Лазаревич Балшич Хранич | Елена Лазаревич Балшич Хранич | Елена Лазаревич Балшич Хранич |                  |                  |                     |                     | Мара Лазаревич      | Мара Лазаревич      | Мара Лазаревич      | Мара Лазаревич      | Мара Лазаревич   | Мара Лазаревич   |  |  |  |  |  |  |
|  |  | Храна Вукович | Храна Вукович | Храна Вукович | Храна Вукович | Храна Вукович | Храна Вукович |  |  | Никита Топия         | Никита Топия         | Никита Топия         | Никита Топия         | Никита Топия         | Никита Топия         |                     |                     | Георги II Страцимирович Балшич | Георги II Страцимирович Балшич | Георги II Страцимирович Балшич | Георги II Страцимирович Балшич | Георги II Страцимирович Балшич | Георги II Страцимирович Балшич |                    |                    |                    |                    |                    |                    | Елена Лазаревич Балшич Хранич | Елена Лазаревич Балшич Хранич | Елена Лазаревич Балшич Хранич | Елена Лазаревич Балшич Хранич | Елена Лазаревич Балшич Хранич | Елена Лазаревич Балшич Хранич |                  |                  |                     |                     | Мара Лазаревич      | Мара Лазаревич      | Мара Лазаревич      | Мара Лазаревич      | Мара Лазаревич   | Мара Лазаревич   |  |  |  |  |  |  |
|  |  |               |               |               |               |               |               |  |  |                      |                      |                      |                      |                      |                      |                     |                     |                                |                                |                                |                                |                                |                                |                    |                    |                    |                    |                    |                    |                               |                               |                               |                               |                               |                               |                  |                  |                     |                     |                     |                     |                     |                     |                  |                  |  |  |  |  |  |  |
|  |  | Вукач Хранич  | Вукач Хранич  | Вукач Хранич  | Вукач Хранич  | Вукач Хранич  | Вукач Хранич  |  |  | Мара Топия           | Мара Топия           | Мара Топия           | Мара Топия           | Мара Топия           | Мара Топия           |                     |                     |                                |                                |                                |                                |                                |                                | Балша III          | Балша III          | Балша III          | Балша III          | Балша III          | Балша III          |                               |                               |                               |                               |                               |                               |                  |                  |                     |                     | Георги Бранкович    | Георги Бранкович    | Георги Бранкович    | Георги Бранкович    | Георги Бранкович | Георги Бранкович |  |  |  |  |  |  |
|  |  | Вукач Хранич  | Вукач Хранич  | Вукач Хранич  | Вукач Хранич  | Вукач Хранич  | Вукач Хранич  |  |  | Мара Топия           | Мара Топия           | Мара Топия           | Мара Топия           | Мара Топия           | Мара Топия           |                     |                     |                                |                                |                                |                                |                                |                                | Балша III          | Балша III          | Балша III          | Балша III          | Балша III          | Балша III          |                               |                               |                               |                               |                               |                               |                  |                  |                     |                     | Георги Бранкович    | Георги Бранкович    | Георги Бранкович    | Георги Бранкович    | Георги Бранкович | Георги Бранкович |  |  |  |  |  |  |
|  |  |               |               |               |               |               |               |  |  |                      |                      |                      |                      |                      |                      |                     |                     |                                |                                |                                |                                |                                |                                |                    |                    |                    |                    |                    |                    |                               |                               |                               |                               |                               |                               |                  |                  |                     |                     |                     |                     |                     |                     |                  |                  |  |  |  |  |  |  |
|  |  | Стефан Косача | Стефан Косача | Стефан Косача | Стефан Косача | Стефан Косача | Стефан Косача |  |  |                      |                      |                      |                      |                      |                      |                     |                     | Йелена Балшич                  | Йелена Балшич                  | Йелена Балшич                  | Йелена Балшич                  | Йелена Балшич                  | Йелена Балшич                  |                    |                    |                    |                    |                    |                    |                               |                               |                               |                               |                               |                               |                  |                  |                     |                     | Лазар Бранкович     | Лазар Бранкович     | Лазар Бранкович     | Лазар Бранкович     | Лазар Бранкович  | Лазар Бранкович  |  |  |  |  |  |  |
|  |  | Стефан Косача | Стефан Косача | Стефан Косача | Стефан Косача | Стефан Косача | Стефан Косача |  |  |                      |                      |                      |                      |                      |                      |                     |                     | Йелена Балшич                  | Йелена Балшич                  | Йелена Балшич                  | Йелена Балшич                  | Йелена Балшич                  | Йелена Балшич                  |                    |                    |                    |                    |                    |                    |                               |                               |                               |                               |                               |                               |                  |                  |                     |                     | Лазар Бранкович     | Лазар Бранкович     | Лазар Бранкович     | Лазар Бранкович     | Лазар Бранкович  | Лазар Бранкович  |  |  |  |  |  |  |
|  |  |               |               |               |               |               |               |  |  |                      |                      |                      |                      |                      |                      |                     |                     |                                |                                |                                |                                |                                |                                |                    |                    |                    |                    |                    |                    |                               |                               |                               |                               |                               |                               |                  |                  |                     |                     |                     |                     |                     |                     |                  |                  |  |  |  |  |  |  |
|  |  |               |               |               |               |               |               |  |  |                      |                      |                      |                      |                      |                      |                     |                     |                                |                                |                                |                                |                                |                                |                    |                    |                    |                    |                    |                    |                               |                               |                               |                               |                               |                               |                  |                  |                     |                     |                     |                     |                     |                     |                  |                  |  |  |  |  |  |  |
|  |  | Ахмед паша    | Ахмед паша    | Ахмед паша    | Ахмед паша    | Ахмед паша    | Ахмед паша    |  |  | Владислав Херцегович | Владислав Херцегович | Владислав Херцегович | Владислав Херцегович | Владислав Херцегович | Владислав Херцегович |                     |                     | Катарина Косача                | Катарина Косача                | Катарина Косача                | Катарина Косача                | Катарина Косача                | Катарина Косача                |                    |                    | Стефан Томаш       | Стефан Томаш       | Стефан Томаш       | Стефан Томаш       | Стефан Томаш                  | Стефан Томаш                  |                               |                               |                               |                               | Вояча            | Вояча            | Вояча               | Вояча               | Вояча               | Вояча               |                     |                     |                  |                  |  |  |  |  |  |  |
|  |  | Ахмед паша    | Ахмед паша    | Ахмед паша    | Ахмед паша    | Ахмед паша    | Ахмед паша    |  |  | Владислав Херцегович | Владислав Херцегович | Владислав Херцегович | Владислав Херцегович | Владислав Херцегович | Владислав Херцегович |                     |                     | Катарина Косача                | Катарина Косача                | Катарина Косача                | Катарина Косача                | Катарина Косача                | Катарина Косача                |                    |                    | Стефан Томаш       | Стефан Томаш       | Стефан Томаш       | Стефан Томаш       | Стефан Томаш                  | Стефан Томаш                  |                               |                               |                               |                               | Вояча            | Вояча            | Вояча               | Вояча               | Вояча               | Вояча               |                     |                     |                  |                  |  |  |  |  |  |  |
|  |  |               |               |               |               |               |               |  |  |                      |                      |                      |                      |                      |                      |                     |                     |                                |                                |                                |                                |                                |                                |                    |                    |                    |                    |                    |                    |                               |                               |                               |                               |                               |                               |                  |                  |                     |                     |                     |                     |                     |                     |                  |                  |  |  |  |  |  |  |
|  |  |               |               |               |               |               |               |  |  |                      |                      |                      |                      |                      |                      |                     |                     |                                |                                |                                |                                |                                |                                |                    |                    |                    |                    |                    |                    |                               |                               |                               |                               |                               |                               |                  |                  |                     |                     |                     |                     |                     |                     |                  |                  |  |  |  |  |  |  |
|  |  |               |               |               |               |               |               |  |  |                      |                      |                      |                      |                      |                      | Сигизмунд Томашевич | Сигизмунд Томашевич | Сигизмунд Томашевич            | Сигизмунд Томашевич            | Сигизмунд Томашевич            | Сигизмунд Томашевич            |                                |                                | Катарина Томашевич | Катарина Томашевич | Катарина Томашевич | Катарина Томашевич | Катарина Томашевич | Катарина Томашевич |                               |                               | Стефан Томашевич              | Стефан Томашевич              | Стефан Томашевич              | Стефан Томашевич              | Стефан Томашевич | Стефан Томашевич |                     |                     | Мара Бранкович      | Мара Бранкович      | Мара Бранкович      | Мара Бранкович      | Мара Бранкович   | Мара Бранкович   |  |  |  |  |  |  |
|  |  |               |               |               |               |               |               |  |  |                      |                      |                      |                      |                      |                      | Сигизмунд Томашевич | Сигизмунд Томашевич | Сигизмунд Томашевич            | Сигизмунд Томашевич            | Сигизмунд Томашевич            | Сигизмунд Томашевич            |                                |                                | Катарина Томашевич | Катарина Томашевич | Катарина Томашевич | Катарина Томашевич | Катарина Томашевич | Катарина Томашевич |                               |                               | Стефан Томашевич              | Стефан Томашевич              | Стефан Томашевич              | Стефан Томашевич              | Стефан Томашевич | Стефан Томашевич |                     |                     | Мара Бранкович      | Мара Бранкович      | Мара Бранкович      | Мара Бранкович      | Мара Бранкович   | Мара Бранкович   |  |  |  |  |  |  |